# Олена
Оле́на — українське жіноче ім'я, що походить від грецького імені Ἑλένη (Helénē), утвореного від грец. ἐλένη («світоч», «смолоскип»). До української потрапило через староцерковнослов'янське посередництво (Єлена) з середньогрецької мови (де звучало як «Елені»). Народна форма «Олена» пов'язана з характерною для східнослов'янських мов заміною початкового je- на o- (пор. укр. і рос. один, біл. адзін < прасл. *jedinъ, укр. і рос. озеро, біл. возера < прасл. *jezero).
Українські зменшені форми — Оленка, Оленочка, Оленонька, Оленця, Оленцуня.
Від латинської форми імені Гелена, поширилось і подібне, але іншого походження ім'я Галина (порівняння скорочень: Геля - Галя).

## Відомі носії імені
- Олена Константинопольська — дружина римського імператора Констанція I Хлора і мати імператора Костянтина Великого. Вшанування пам'яті - 21 травня.
- Княгиня Ольга — видатна правителька Русі-України в хрещенні прийняла ім'я Олена.
- Олена Пчілка (1849—1930) — українська письменниця, меценатка, перекладачка, етнограф, фольклористка, публіцистка, громадська діячка.
- Олена Підгрушна (нар.1987) — українська біатлоністка, заслужений майстер спорту України.
- Олена Образцова (1939—2015) — радянська співачка (мецо-сопрано), педагог і акторка.